# Доманов, Тимофей Николаевич
Тимофей Николаевич Доманов (13 (25) февраля 1887, хут. Калиновский станицы Мигулинской, Область Войска Донского — 16 января 1947, Москва) — генерал-майор, походный атаман Казачьего Стана Главного управления казачьих войск Министерства восточных оккупированных территорий нацистской Германии. В 1947 году приговорён к смертной казни за измену Родине и казнён.

## Биография
Родился в феврале 1887 года в семье старшего урядника.
Участник Первой мировой войны, полный Георгиевский кавалер, прапорщик (1917). После Февральской революции избран членом Донского войскового круга.
С февраля 1918 года служил в Рабоче-крестьянской Красной армии. В сентябре 1918 года взят в плен германскими войсками и передан представителям Донской армии, в составе которой участвовал в боях против РККА. В 1919—1920 годах командир сотни Гундоровского Георгиевского полка, сотник.
После окончания Гражданской войны в 1920 году остался в РСФСР. С 1925 года жил в городе Шахты, работал шахтёром. В 1934 году был арестован по обвинению в растратах.
В 1935 году завербован НКВД в качестве секретного сотрудника (по его доносам арестовано несколько человек, в том числе его брат).
В 1936—1937 годах работал бухгалтером в Ессентуках.
В 1938 году переехал в город Пятигорск. Арестован за недостачу и приговорён к 10 годам лишения свободы с поражением в правах на 5 лет.
В 1942 году освобождён и по заданию начальника отдела НКВД Пятигорска остался в городе для подпольной работы. В ноябре 1942 года, после вступления вермахта в Пятигорск, переехал в Шахты.

### На службе нацистской Германии
В конце ноября 1942 года явился в штаб походного атамана Войска Донского, представившись подъесаулом.
С декабря 1942 года — представитель походного атамана в Шахтах и командир казачьей сотни при комендатуре станицы Каменской. В 1942—1943 годах — со своей сотней выполнял полицейские функции на оккупированной территории. С марта 1943 года — представитель походного атамана в Орехове. В мае — августе 1943 года — представитель походного атамана в Запорожье.
Сформировал 2 казачьих полка (около 3 тысяч человек) для борьбы с партизанами. В августе 1943 года полки приданы частям вермахта и приняли участие в боях с регулярными частями Красной армии.
С ноября 1943 года — начальник штаба походного атамана. С 20 июня 1944 года — походный атаман Казачьего Стана и член Главного управления казачьих войск Имперского министерства восточных оккупированных территорий Германии. В 1944 году подчинённые ему части вели бои с партизанами в Белоруссии (награждён орденом Военного креста 1 степени). 2 июля 1944 года его части впервые вступили в бой с регулярными частями Красной армии. В августе 1944 года 5 казачий полк участвовал в подавлении Варшавского восстания. С конца 1944 года — в Италии. Участвовал в боях с итальянскими бойцами движения Сопротивления.
7 мая 1945 года вывел «Казачий стан» в Австрию и сдался в плен представителям вооружённых сил Великобритании.

### Арест, приговор и казнь
29 мая 1945 года выдан представителям советского командования. 13 июля 1945 года официально арестован органами контрразведки «Смерш».
На допросах в НКВД заявлял, что «был секретным сотрудником НКВД и перед уходом Красной Армии из города получил задание от заместителя начальника горотдела НКВД — остаться в тылу немецких войск, выявлять предателей и уничтожать наиболее видных оккупантов». Также Доманов утверждал, что в 1937 году сдал органам НКВД своего брата, который «выпивал со странными людьми и вел с ними антисоветские беседы».
16 января 1947 года Военной коллегией Верховного Суда СССР Доманов на основании Указа Президиума Верховного Совета СССР от 19 апреля 1943 года и ст. ст. 58-1а (Измена Родине) и 58-11 УК РСФСР был приговорён к смертной казни через повешение и конфискации всего лично ему принадлежащего имущества. В тот же день, в Москве, приговор был приведён в исполнение.
Определением Военной коллегии Верховного Суда Российской Федерации от 25 декабря 1997 года Доманов был признан не подлежащим реабилитации.

### Комментарии
1. ↑  В этот день почитается Тимофей, патриарх Александрийский. Предположительно, его крестили в этот день, тогда его назвали Тимофеем.